# شورای مرکزی مسلمانان سابق
شورای مرکزی مسلمانان سابق (به آلمانی: Zentralrat der Ex-Muslime) انجمنی در آلمان برای افراد بی‌دین و سکولار است که سابقاً مسلمان بوده‌اند یا از پیش‌زمینه کشورهای اسلامی آمده‌اند. این مرکز در ژانویه ۲۰۰۷ بنیان نهاده شده و بیش از صد عضو دارد.
تاکنون از این مرکز شعبه‌هایی در انگلستان و اسکاندیناوی و همچنین کمیته مرکزی مسلمانان سابق در هلند افتتاح شده‌اند.

## بنیان‌گذاری
شورا توسط ۳۰ مسلمانان سابق افتتاح شد؛ از جمله فعال حقوق زنان ایرانی، مینا احدی (رئیس)، که در کشورش در سال ۱۹۸۱ محکوم به اعدام شده بود؛ روزنامه‌نگار متولد ترکیه، آرزو توکر (معاون رئیس)، و نور جباری پسر یک روحانی عراقی.
حتی در کشورهایی که ارتداد جرم نیست، مسلمانان سابق امنیت جانی ندارند، زیرا ممکن است برخی بستگان مسلمان قصد جان‌شان را بکنند. رئیس سازمان، خانم احدی به خاطر دریافت پیام‌های تهدیدآمیز تحت نظارت امنیتی پلیس آلمان قرار دارد. احدی می‌گوید اعضای دیگری هم مورد تهدید و "ترور" قرار گرفته‌اند.
انتخاب نام سازمان به عمد بوده، و به شکلی ارجاعی است به شورای مرکزی مسلمانان آلمان که از جمعیت ۳ میلیونی مسلمانان آلمان حدود ۲۰۰۰۰ عضو دارد، و آن هم به نوبه خود نامش به نوعی ارجاعی به شورای مرکزی یهودیان آلمان است.
شورای مرکزی مسلمانان سابق توسط بنیاد جوردانو برونو در آلمان حمایت می‌شود و بنا به ادعای مرکز، عضو سازمان‌های اتحادیه جهانی غیرمذهبی و بی‌خدایان، Bund für Geistesfreiheit München و همچنین Humanistischer Pressedienst است.